# Braga amapaensis
Braga amapaensis là một loài chân đều trong họ Cymothoidae. Loài này được Thatcher miêu tả khoa học năm 1996.